# Łaźnia ultradźwiękowa
Łaźnia ultradźwiękowa – urządzenie kształtem przypominające wanienkę, za pomocą którego generowane są ultradźwięki. Ultradźwiękowa łaźnia jest niezbędna dla oszczędnego czyszczenia delikatnych części, takich jak sita analityczne, precyzyjne mikrosita, filtry, części szklane i sprzęt laboratoryjny. Jest również niezbędna do przyspieszenia reakcji chemicznych i do dyspergowania zawiesin.